# Abisso Spencer-Byrd
L’abisso Spencer-Byrd è un abisso marino situato nella parte sudoccidentale dell'Oceano Pacifico. Con i suoi 8.065 m di profondità è il punto più profondo della Fossa di Atacama. 

## Localizzazione geografica
L'abisso Spencer-Byrd si trova nella fossa di Atacama, poco a nord del Tropico del Capricorno, a nordovest della città cilena di Antofagasta.
L'abisso è posizionato alle coordinate 23°S e 71°O.